# Bolton Equities Black Spoke Pro Cycling

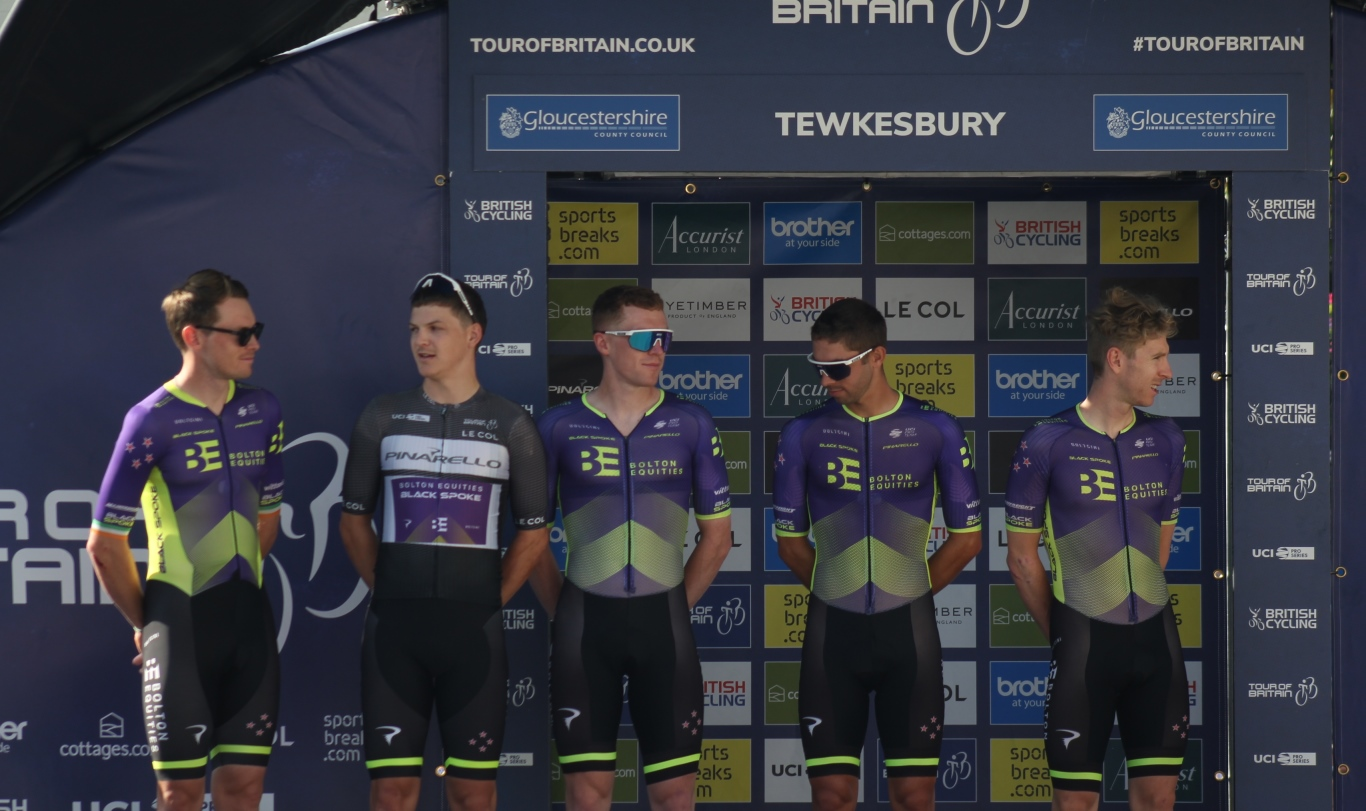
El equipo Bolton Equities Black Spoke al inicio de la fase 7 del Tour de gran Bretaña en Tewkesbury

Bolton Equities Black Spoke Pro Cycling (código UCI: BEB) fue un equipo ciclista profesional neozelandés creado en 2020 y desapareció tras finalizar la temporada 2023.

## Historia
La formación fue creada en 2020 bajo el nombre de Black Spoke Pro Cycling Academy, con la participación del comentarista y exciclista australiano David McKenzie y el entrenador de alto nivel Marc Prutton. El equipo está dirigido por el ex profesional Scott Guyton. En 2021 pasó a llamarse Black Spoke Pro Cycling y en la temporada 2023 se convirtió en equipo UCI ProTeam. Ese acabó siendo el último año de su historia tras no conseguir patrocinador para 2024.

## Clasificaciones UCI
El equipo participó en los circuitos continentales, principalmente en el UCI Oceania Tour. 

### UCI Oceania Tour
| Temporada | Clasificación por equipos | Mejor corredor | Posición |
| 2020      | 3.º                       | Aaron Gate     | 28.º     |
| 2021      | 1.º                       | Aaron Gate     | 16.º     |
| 2022      | 1.º                       | James Fouché   | 10.º     |
| 2023      | 1.º                       | George Jackson | 14.º     |

### UCI Europe Tour
| Temporada | Clasificación por equipos | Mejor corredor | Posición |
| 2022      | -                         | Mark Stewart   | 230.º    |
| 2023      | -                         | Rory Townsend  | 187.º    |

## Palmarés
Para años anteriores véase: Palmarés del Bolton Equities Black Spoke Pro Cycling

### Palmarés 2023

#### UCI ProSeries
| Fechas           | Carreras                          | Ganador        |
| 16 de septiembre | 3.ª etapa del Tour del Lago Taihu | George Jackson |
| 17 de septiembre | 4.ª etapa del Tour del Lago Taihu | George Jackson |
| 17 de septiembre | Tour del Lago Taihu               | George Jackson |
| 25 de septiembre | 3.ª etapa del Tour de Langkawi    | George Jackson |
| 5 de octubre     | 1.ª etapa del Tour de Hainan      | George Jackson |

#### Circuitos Continentales UCI
| Fechas           | Circuito              | Carreras                                | Ganador       |
| 11 de enero      | UCI Oceania Tour 2023 | 1.ª etapa del New Zealand Cycle Classic | James Oram    |
| 15 de enero      | UCI Oceania Tour 2023 | New Zealand Cycle Classic               | James Oram    |
| 26 de marzo      | UCI Europe Tour 2023  | La Roue Tourangelle                     | Rory Townsend |
| 2 de mayo        | UCI Europe Tour 2023  | Prólogo del Tour de Grecia (CRI)        | Aaron Gate    |
| 30 de septiembre | UCI Europe Tour 2023  | Gran Premio Pino Cerami                 | James Fouché  |

#### Campeonatos nacionales
| Fechas        | Carreras                                       | Ganador    |
| 10 de febrero | Campeonato de Nueva Zelanda Contrarreloj (CRI) | Aaron Gate |
| 12 de febrero | Campeonato de Nueva Zelanda en Ruta            | James Oram |

#### Campeonatos continentales
| Fechas      | Carreras                               | Ganadora      |
| 30 de marzo | Campeonato Oceánico Contrarreloj (CRI) | Thomas Sexton |

## Plantilla
Para años anteriores véase: Plantillas del Bolton Equities Black Spoke Pro Cycling

### Plantilla 2023
| Nombre             | Nacimiento | Nacionalidad  | Equipo 2022                             |
| Ethan Batt         | 20/08/1998 | Nueva Zelanda | Bolton Equities Black Spoke Pro Cycling |
| Matthew Bostock    | 16/07/1997 | Reino Unido   | WiV SunGod                              |
| Josh Burnett       | 26/10/2000 | Nueva Zelanda | MitoQ-NZ Cycling Project                |
| Ryan Christensen   | 12/09/1996 | Nueva Zelanda | Bolton Equities Black Spoke Pro Cycling |
| Logan Currie       | 24/06/2001 | Nueva Zelanda | Bolton Equities Black Spoke Pro Cycling |
| Mitchel Fitzsimons | 09/01/2003 | Nueva Zelanda | Bolton Equities Black Spoke Pro Cycling |
| James Fouché       | 28/03/1998 | Nueva Zelanda | Bolton Equities Black Spoke Pro Cycling |
| Aaron Gate         | 26/11/1990 | Nueva Zelanda | Bolton Equities Black Spoke Pro Cycling |
| Regan Gough        | 06/10/1996 | Nueva Zelanda | Bolton Equities Black Spoke Pro Cycling |
| George Jackson     | 20/02/2000 | Nueva Zelanda | MitoQ-NZ Cycling Project                |
| Ollie Jones        | 23/04/1996 | Nueva Zelanda | St George Continental Cycling Team      |
| Josh Kench         | 06/05/2001 | Nueva Zelanda | Bolton Equities Black Spoke Pro Cycling |
| Luke Mudgway       | 12/06/1996 | Nueva Zelanda | Bolton Equities Black Spoke Pro Cycling |
| Bailey O'Donnell   | 25/09/2000 | Nueva Zelanda | Bolton Equities Black Spoke Pro Cycling |
| James Oram         | 17/06/1993 | Nueva Zelanda | Bolton Equities Black Spoke Pro Cycling |
| Jacob Scott        | 14/06/1995 | Reino Unido   | WiV SunGod                              |
| Thomas Sexton      | 19/11/1998 | Nueva Zelanda | Bolton Equities Black Spoke Pro Cycling |
| Mark Stewart       | 25/08/1995 | Reino Unido   | Bolton Equities Black Spoke Pro Cycling |
| Rory Townsend      | 30/06/1995 | Irlanda       | WiV SunGod                              |
| Paul Wright        | 03/02/1998 | Nueva Zelanda | MG.K Vis Colors For Peace VPM           |

Stagiaires

Desde el 1 de agosto, los siguientes corredores pasaron a formar parte del equipo como stagiaires (aprendices a prueba).
| Corredor           | Nacimiento | Nacionalidad  | Equipo 2023        |
| ------------------ | ---------- | ------------- | ------------------ |
| Dan Gardner        | 06/03/1996 | Reino Unido   | Embark Spirit BSS  |
| Keegan Hornblow    | 25/10/2001 | Nueva Zelanda |                    |
| Victor Vercouillie | 03/11/2002 | Bélgica       | EFC-L&R-Van Mossel |